# Metathelypteris decipiens
Metathelypteris decipiens là một loài thực vật có mạch trong họ Thelypteridaceae. Loài này được (Clarke) Ching mô tả khoa học đầu tiên năm 1963.